# 17 ans et des poussières
Pour plus de détails, voir Fiche technique et Distribution.
17 ans et des poussières est un téléfilm français de Joël Santoni de 1996.

## Synopsis
Michel, un père de famille, est séduit par Alice, une des meilleures amies de son fils. Intrigue mêlant les risques du désirs et la maturité des adolescents. À partir de quand est-on adulte ?

## Fiche technique
- Réalisateur : Joël Santoni
- Année de tournage : 1996

## Distribution
- Bernard Le Coq : Michel
- Guillaume Canet : Jules
- Nathalie Nell
- Sarah Bertrand
- Valérie Crunchant